# Пехарник
Пехарник, али и пахарник, историјска је ненасљедна племичка титула у Влашкој и Молдавији.
Пехарник је локални еквивалент чашнику и наслов је несумњиво из времена Друге бугарске државе. Временом је постао главна административна служба, са војном функцијом у Влашкој.
У две Дунавске кнежевине, пехарнике представљају скуп бојара, пружајући својеврсну приватну војску владара — чувених сејмена у Влашкој у 17. веку. Последњи познати носилац титула је Хризеја.
Титула постаје раван за фанариоте.